# جایزه لویجی جی. ناپولیتانو
جایزه لویجی جی. ناپولیتانو از سال ۱۹۹۳ (میلادی) هر سال از سوی فدراسیون بین‌المللی فضانوردی در کنگره بین‌المللی فضانوردی داده می‌شود.
این جایزه به کسی داده می‌شود که سن او زیر ۳۰ سال است و تلاش چشمگیری برای پیشرفت دانش هوافضا کرده و مقاله علمی در کنگره بین‌المللی فضانوردی داده است.
هزینه جایزه لویجی جی. ناپولیتانو از سوی خانواده ناپولیتانو تامین می‌شود و شامل مدال یادبود ناپولیتانو و گواهی سپاسگزاری می‌شود. لویجی جراردو ناپولیتانو یک مهندس، دانشمند و استاد بود.
فرهنگستان بین‌المللی کیهان‌نوردی هزینه جایزه کتاب لویجی ناپولیتانو را که سالانه داده می‌شود می‌پردازد.